# Microsoft Office 2013
Microsoft Office 2013（開發代號Office 15）是運用於Microsoft Windows視窗系統的一套辦公室套裝軟體，是Office 2010後的新一代套裝軟體。Office 2013除作為傳統x86應用程式，並於2012年第三季發布針對ARM平台的Office 2013，這是Microsoft Office系統第一次支援ARM平台。
Office 2013的設計將盡量減少功能區Ribbon，為內容編輯區域讓出更大空間，以便用戶更加專注於內容，並配合Windows 8觸控使用。雲端服務Office 365實現伺服器、行動裝置和客戶端同步更新，Exchange、SharePoint、Lync、Project以及Visio皆支援此功能。

## 開發版本
2011年3月18日洩漏15.0.2703.1000 (M2)版本，在該版本中，Excel、Word、Visio組件都出現了新的功能。Excel中新增了一個數據過濾工具，但是在當前的版本中還無法使用，似乎只是一個佔位符；圖表輸入時採用了新的對話框；數據輸入也支援自動補全；支援羅馬數字轉換成阿拉伯數字；支援數字與三角函數、反差係數、高斯函數等之間的換算。
Word支援插入線上影片和音樂；將文件廣播到網上，就像PowerPoint一樣；新增動畫效果，選定文本和滾動都更加平滑。Visio支援圖表素描操作。添加一個新組件Moorea，它是RSS類的應用程式，你可以在這裡添加並管理文件、圖片等。
微軟於2012年1月30日釋出Office 15 Technical Preview技術預覽版，但並未對外界公開，只有少數合作夥伴、OEM廠商、企業可搶先得到最新版本。the verge也進一步對Office 15做了深入介紹，除了看出拋棄Ribbon UI改走簡化風格、類似Metro UI的介面之外，Office 15還加入了許多新功能、改進功能，以及針對觸控操作加入的新元素。
2012年7月16日，微軟執行長史蒂夫·巴爾默宣佈推出客戶預覽版（Customer Preview），這版本正式命名為Office 2013。於2013年1月9日發行正式版本。
2014年2月25日，釋出Microsoft Office 2013 SP1。
2023年4月11日起，微軟不再對Office 2013提供支持

## 新特性
作為Windows 8/8.1的官方辦公室套裝軟體，Office 2013在風格上保持一定的統一之外，功能和操作上也向著更好支援平板電腦以及觸控設備的方向發展。微軟此前已經展示ARM版Windows8中將會內置Office 15組件，仍是以桌面版軟體的形式存在。微軟下一代辦公軟件Office 2013於2012年7月開放公測，微軟已經選擇部分合作對象進行測試。
正如用戶期待的那樣，新一代Office將具備Metro UI界面，簡潔的界面和觸控模式也更加適合平板，使其瀏覽文件如同PC一樣方便。
Word獲得如下改進：雙擊放大、平滑滾動、影片嵌入，還可以通過瀏覽器線上分享文件。Excel在此基礎上還可獲得新的格式控制以及圖表動畫；與此同時，在PowerPoint嵌入Excel圖表更加容易，不會再受到格式困擾。
Outlook則構建了天氣預報功能以及更好的多帳號支援，OneNote也更加適合於平板。Office 15的各個組件都得到調整，直到夏季公測之時，相信還會迎來更多的改進。

### Word 2013
微軟將Word 2013重點擺在閱讀和寫作的體驗上，因此推出一個新的閱讀模式（Read Mode），會移除上方的操作介面、讓使用者不再因介面而分心，文字也會配合螢幕尺寸自動重新排列；新的閱讀模式也支援恢復閱讀（Resume Reading）的功能，當離開閱讀模式時，會透過自動書籤幫使用者紀錄最後的位置。除了閱讀模式外，Word2013還加入兩個全新功能：物件縮放（Object Zoom），以及展開/最小化（Expand/Collapse）。縮放功能只要點兩下（double click）就能輕鬆放大/縮小圖片或物件，將圖表、照片填滿螢幕。展開/最小化則是另一項基本功能，使用者只要點一下（one-click）就能隱藏或顯示標題以下的段落。其它Word 2013所加強的閱讀體驗，還包含強化功能窗格（Navigation Pane）、平滑捲動（smoother scrolling）文件，以及對字典（Dictionary）和翻譯（Translation）功能進行升級。Word 2013也增加新的回覆評論（Reply Comments）功能，可幫助使用者追蹤相關文字旁的評論；使用者也可在文件內看到是誰所回覆的評論，密碼保護（password-protect）功能也包含追蹤者在內，在更改密碼後依然能在文件中使用回復評論功能。線上檔案分享（Present Online）功能也被加入Word 2013中，與PowerPoint 2010的播放幻燈片（Broadcast Slide Show）功能相當類似，並允許Word 15的使用者透過瀏覽器與其他人共享文件。Word 2013針對平板設計的觸控模式（Touch mode），使用者可輕鬆透過手指移動文件，放大的功能鍵也有助於透過手指操作。Word 2013還增加PDF重新排列（PDF reflow）功能，當使用者開啟PDF檔案後，可將原本固定的PDF版面重新針對螢幕排版，就像自己在Word建立PDF文件一樣。Word 2013還增加線上影片功能，可在Word文件中嵌入影片觀看。其它體驗的改進，還包含新的文件設計（document design）設計分頁，以及線上插入圖片功能，原先的多媒體畫廊(美工圖案)自更新後，搜尋項目將自動轉至Bing。此外可從Facebook、Flickr、OneDrive等線上服務插入圖片。

### Excel 2013
微軟對Excel 2013的目標是要更平易近人，讓使用者能輕鬆將龐大的數字圖像化。新的快速分析鏡頭（Quick Analysis Lens）能快速、直覺的將數據以視覺方式呈現，推薦圖表（Recommended Charts）和樞紐分析表（PivotTables）則有助於將數據圖像化找出最佳的呈現方式。Excel 2013還加入新功能包含Flash Fill，可將Excel表格的數據格式簡化重排；觸控模式（Touch Mode）則是可直接透過手指在平板電腦上操作、流覽圖表等各項功能。Excel 2013也引進新的圖表格式化控制（chart formatting control）工具，透過完全互動介面（fully interactive interface）快速微調圖表。圖表動畫（Chart animations）功能可讓使用者增添新資料點（new data points）或調整現有的數字時，明白看出不同的變化。微軟也正在替Excel 15新增加一項Start Experience功能，將由專業人士設計多種範本，包含預算範本、日曆範本、表格範本和報告範本。

### PowerPoint 2013
微軟計劃將16:9比例變成PowerPoint 2013的預設長寬比，此舉是因應目前多數使用者的寬螢幕的解析度視角就是16:9，創造出專業的外觀設計、宛如電影的吸引力。PowerPoint 2013同樣加入Start Experience新功能，讓使用者快速使用喜愛的文件、專業設計的範本、以及最近瀏覽的歷史紀錄。PowerPoint 2013還加入新的圖表引擎（chart engine）工具，使用者可將圖表輕鬆從Excel2013匯出、並匯入PowerPoint 2013投影片中，同時也不會破壞原本投影片中的格式。同樣支援觸控模式，讓使用者以手指控制換燈片、播放和管理。微軟在Word 15新增的恢復閱讀（Resume Reading）功能也出現在PowerPoint 2013，自動書籤會標出使用者最後操作的位置。

### Outlook 2013
雖然微軟針對Windows 8改善內建的email服務，不過微軟同時也在強化多項Outlook 2013功能。例如一項新功能名為Peeks，可讓使用者在同一螢幕觀看行事曆（schedule）、瀏覽email的詳細內容、以及回覆工作（task）等多項任務。另一項新功能天氣欄（Weather Bar）則可讓使用者在接受會議邀請、安排新會議之前，先查看天氣狀況。Outlook 2013還增加了信件內容回覆（Inline replies）功能，使用者只要點一下滑鼠就能回覆email；另外也改進多帳號管理的支援，使用者可以在同一個地方檢視、建立、回覆所有email帳號的內容，包含Hotmail和其他第三方email服務。Outlook 15也強化動畫（animations）的支援，可快速切換email、行事曆、回覆、以及導航任務（navigation tasks）在一個新的類Metro UI介面中。新的切換命令（Context Commands）也提供簡單、清楚、單點（one-click）命令的特性，讓重度使用者能快速進行email管理。

### OneNote 2013
為了Windows 8，微軟同樣將OneNote換上Metro UI風格的版本，另外還為OneNote桌面版本（desktop version）增加新功能。自動更新檔案檢視（Auto-updating file views）功能，讓OneNote 2013使用者能預覽嵌入的Excel和Visio檔案內容，包含任何更新的內容。此外也增加對平板裝置的支援，使用者可排序（sort）、增加表頭（headers）、將附加的電子表格（attached spreadsheet）轉換成OneNote表格。觸控模式讓平板裝置使用者無須鍵盤、可直接用手操作移動頁面、留言等。OneNote 2013也包含新的恢復閱讀（Resume Reading）功能、這功能也出現在Word 2013和PowerPoint 2013，可自動儲存筆記中最後的操作點，即使使用不同的PC或平板裝置，也可以馬上回到前一次結束時的位置。

## 版本
Office 2013分為傳統的套裝版本及Office 365訂閱版本。套裝版本可永久使用。Office 365訂閱版本包含Microsoft Office的使用權限及一些雲端服務，但只在訂閱期內有效。

### 套裝版本
所有版本均包含Word、Excel、PowerPoint及OneNote。
Office Home and Student 2013
此套裝只包含四個核心的應用程式，且不能作商業用途。（售价139.99美元/699人民币/1099港币/4490新台币）
Office Home and Business 2013
此套裝包含四個核心的應用程式，以及Outlook。
Office  Standard 2013
此套裝包含四個核心的應用程式，以及Outlook和Publisher。只能以大量授權方案購買。
Office Professional 2013
此套裝包含四個核心的應用程式，以及Outlook, Publisher和Access。
Office  Professional Plus 2013
此套裝包含Office Professional的所有應用程式，以及InfoPath和Lync。

### Office 365
Office 365是一种订阅服务，可按月或年购买。有家庭高级版、大学版、小型企業高级版、专业高级版和企业版。

### Office RT
最初被命名为Office 2013 Home & Student RT，是專門設計給ARM設備使用的Office 2013（內建于所有运行Windows RT的设备），包含Word、Excel、PowerPoint及OneNote。
在Windows RT 8.1中被重新命名为Office 2013 RT并新增了Outlook。

### 版本比较
|                     | 獨立產品   | 套裝版本         | 套裝版本                | 套裝版本   | 套裝版本     | 套裝版本          | 套裝版本     | Office 365   | Office 365             | Office 365        | Office 365 | Office 365 |
| Office RT           | 獨立產品   | Home and Student | Home and Small Business | Standard   | Professional | Professional Plus | Home Premium | University   | Small Business Premium | Professional Plus | Enterprise |            |
| ------------------- | ---------- | ---------------- | ----------------------- | ---------- | ------------ | ----------------- | ------------ | ------------ | ---------------------- | ----------------- | ---------- | ---------- |
| 授權                | 因產品而異 | Windows RT1      | 零售， OEM              | 零售， OEM | 批次         | 零售              | 批次         | 零售         | 批次                   | 零售              | 批次       | 批次       |
| 用户数目上限        | 1          | 1                | 1                       | 1          | 许可         | 1                 | 许可         | 所有家庭成員 | 1                      | 10                | 25         | 无限       |
| 每位用户设备上限    | 1          | 1                | 1                       | 1          | 许可         | 1                 | 许可         | 總共5        | 2部计算机和2部手机     | 5                 | 5          | 5          |
| 商用许可证          | 是         | 部份2            | 否                      | 是         | 是           | 是                | 是           | 否           | 否                     | 是                | 是         | 是         |
| Word                | 是         | 是1              | 是                      | 是         | 是           | 是                | 是           | 是           | 是                     | 是                | 是         | 是         |
| Excel               | 是         | 是1              | 是                      | 是         | 是           | 是                | 是           | 是           | 是                     | 是                | 是         | 是         |
| PowerPoint          | 是         | 是1              | 是                      | 是         | 是           | 是                | 是           | 是           | 是                     | 是                | 是         | 是         |
| OneNote             | 是         | 是1              | 是                      | 是         | 是           | 是                | 是           | 是           | 是                     | 是                | 是         | 是         |
| Outlook             | 是         | 是1              | 否                      | 是         | 是           | 是                | 是           | 是           | 是                     | 是                | 是         | 是         |
| Publisher           | 是         | 否               | 否                      | 否         | 是           | 是                | 是           | 是           | 是                     | 是                | 是         | 是         |
| Access              | 是         | 否               | 否                      | 否         | 否           | 是                | 是           | 是           | 是                     | 是                | 是         | 是         |
| InfoPath            | 是         | 否               | 否                      | 否         | 否           | 否                | 是           | 否           | 否                     | 是                | 是         | 是         |
| Lync                | 是         | 否               | 否                      | 否         | 否           | 否                | 是           | 否           | 否                     | 是                | 是         | 是         |
| SharePoint Designer | 是         | 否               | 否                      | 否         | 否           | 否                | 否           | 否           | 否                     | 否                | 否         | 否         |
| Project 多個版本    | 是         | 否               | 否                      | 否         | 否           | 否                | 否           | 否           | 否                     | 否                | 否         | 否         |
| Visio 多個版本      | 是         | 否               | 檢視器                  | 檢視器     | 檢視器       | 檢視器            | 檢視器       | 檢視器       | 檢視器                 | 檢視器            | 檢視器     | 檢視器     |

備註
1 RT版本不包括部分其他Office版本所提供功能。
2 Office 2013的批量許可證及Office 365的訂閱業務允許Office RT作商業用途。

## 系統需求
每個Microsoft Office 2013應用程式有以下需求，即使可能是應用程式的具體需求。
| 項目          | 需求 |
| ------------- | --- |
| CPU           | 1 GHz或更快的IA-32或x64位元處理器，包含SSE2指令集                                                                                              |
| 記憶體（RAM） | 1 GB RAM（32位元） 2 GB RAM（64位元） |
| 硬碟          | 3.0 GB可用空間 |
| 作業系統      | - Windows 7 - Windows Server 2008 R2 - Windows 8/Windows 8.1 - Windows 10 - Windows Server 2012 - Windows Server 2012 R2 - Windows Server 2016 |
| 軟體          | .NET Framework 3.5、4.0或4.5 |

除了這些，圖形硬體加速需要1024×576像素或更大的螢幕解析度，以及符合DirectX 10的GPU，至少64 MB的顯示記憶體。